# Mistrovství světa v ledním hokeji 2025 (Divize IV)
Mistrovství světa v ledním hokeji 2025 (Divize IV) byl mezinárodní hokejový turnaj pořádaný Mezinárodní hokejovou federací. Mistrovství hostil arménský Jerevan. 

## Účastníci
| Týmy       | Kvalifikace                                     |
| ---------- | ----------------------------------------------- |
| Írán       | 6. místo v Divizi III – skupina B 2024 – sestup |
| Kuvajt     | 2. místo v Divizi IV 2024                       |
| Indonésie  | 3. místo v Divizi IV 2024                       |
| Malajsie   | 4. místo v Divizi IV 2024                       |
| Arménie    | první účast od roku 2010                        |
| Uzbekistán | nováček turnaje                                 |

## Tabulka
|  | Tým postupující do skupiny B divize III |

| Poř. | Tým        | Z | V | VP | PP | P | GV | GI | +/- | B  |
| ---- | ---------- | - | - | -- | -- | - | -- | -- | --- | -- |
| 1.   | Uzbekistán | 5 | 4 | 0  | 1  | 0 | 79 | 10 | +69 | 13 |
| 2.   | Arménie    | 5 | 3 | 1  | 1  | 0 | 53 | 11 | +42 | 12 |
| 3.   | Kuvajt     | 5 | 3 | 1  | 0  | 1 | 56 | 32 | +24 | 11 |
| 4.   | Indonésie  | 5 | 2 | 0  | 0  | 3 | 17 | 60 | −43 | 6  |
| 5.   | Írán       | 5 | 1 | 0  | 0  | 4 | 6  | 42 | −36 | 3  |
| 6.   | Malajsie   | 5 | 0 | 0  | 0  | 5 | 20 | 76 | −56 | 0  |

## Zápasy
Všechny časy jsou místní (UTC+4).
| 13. dubna 2025 14:00 | Indonésie | 2 : 1 (1:0, 0:1, 1:0) | Írán | Karen Demirchyan Complex, Jerevan Návštěvnost: 211 |  |

| Report     |            |          |               |                                                          |
| Izzan Rais | Izzan Rais | Brankáři | Soheil Khalaj | Rozhodčí: Kenji Kosaka Čároví: Tom Giesen Wong Chun Hang |
| 4 min      | 4 min      | Tresty   | 11 min        | Rozhodčí: Kenji Kosaka Čároví: Tom Giesen Wong Chun Hang |
| 28         | 28         | Střely   | 44            | Rozhodčí: Kenji Kosaka Čároví: Tom Giesen Wong Chun Hang |

| 13. dubna 2025 17:00 | Kuvajt | 3 : 13 (0:4, 2:5, 1:4) | Uzbekistán | Karen Demirchyan Complex, Jerevan Návštěvnost: 233 |  |

| Report          |                 |          |             |                                                         |
| Rustam Irgashev | Rustam Irgashev | Brankáři | Adam Barvik | Rozhodčí: Ramin Atighechi Čároví: Vít Lederer Edmond Ng |
| 12 min          | 12 min          | Tresty   | 6 min       | Rozhodčí: Ramin Atighechi Čároví: Vít Lederer Edmond Ng |
| 22              | 22              | Střely   | 81          | Rozhodčí: Ramin Atighechi Čároví: Vít Lederer Edmond Ng |

| 13. dubna 2025 20:00 | Arménie | 24 : 3 (9:1, 4:1, 11:1) | Malajsie | Karen Demirchyan Complex, Jerevan Návštěvnost: 462 |  |

| Report                         |                                |          |                                    |                                                           |
| Artem Putulian Dmitriy Mazanko | Artem Putulian Dmitriy Mazanko | Brankáři | Mathaeus Grason Yu Muhammad Haikal | Rozhodčí: Juraj Konč Čároví: Andianto Hie Vladislav Zotov |
| 29 min                         | 29 min                         | Tresty   | 6 min                              | Rozhodčí: Juraj Konč Čároví: Andianto Hie Vladislav Zotov |
| 70                             | 70                             | Střely   | 16                                 | Rozhodčí: Juraj Konč Čároví: Andianto Hie Vladislav Zotov |

| 14. dubna 2025 14:00 | Kuvajt | 15 : 6 (2:1, 8:2, 5:3) | Indonésie | Karen Demirchyan Complex, Jerevan Návštěvnost: 32 |  |

| Report                    |                           |          |                         |                                                                |
| Adam Barvík Zaid Al Saeid | Adam Barvík Zaid Al Saeid | Brankáři | Izzan Rais Sangga Putra | Rozhodčí: Vladimir Yefremov Čároví: Tom Giesen David Prokofyev |
| 29 min                    | 29 min                    | Tresty   | 2 min                   | Rozhodčí: Vladimir Yefremov Čároví: Tom Giesen David Prokofyev |
| 80                        | 80                        | Střely   | 24                      | Rozhodčí: Vladimir Yefremov Čároví: Tom Giesen David Prokofyev |

| 14. dubna 2025 17:00 | Írán | 5 : 1 (3:0, 0:1, 2:0) | Malajsie | Karen Demirchyan Complex, Jerevan Návštěvnost: 128 |  |

| Report        |               |          |                                   |                                                            |
| Soheil Khalaj | Soheil Khalaj | Brankáři | Muhammad Haikal Matheus Grason Yu | Rozhodčí: Yahya Al-Jneibi Čároví: Andianto Hie Vít Lederer |
| 14 min        | 14 min        | Tresty   | 41 min                            | Rozhodčí: Yahya Al-Jneibi Čároví: Andianto Hie Vít Lederer |
| 65            | 65            | Střely   | 14                                | Rozhodčí: Yahya Al-Jneibi Čároví: Andianto Hie Vít Lederer |

| 14. dubna 2025 20:00 | Uzbekistán | 2 : 3 SN (0:0, 2:2, 0:0 – 0:0 – 0:2) | Arménie | Karen Demirchyan Complex, Jerevan Návštěvnost: 489 |  |

| Report          |                 |          |                |                                                               |
| Rustam Irgashev | Rustam Irgashev | Brankáři | Artem Putulian | Rozhodčí: Kenji Kosaka Čároví: Chun Hang Wong Vladislav Zotov |
| 8 min           | 8 min           | Tresty   | 10 min         | Rozhodčí: Kenji Kosaka Čároví: Chun Hang Wong Vladislav Zotov |
| 59              | 59              | Střely   | 35             | Rozhodčí: Kenji Kosaka Čároví: Chun Hang Wong Vladislav Zotov |

| 16. dubna 2025 14:00 | Írán | 0 : 20 (0:7, 0:6, 0:7) | Uzbekistán | Karen Demirchyan Complex, Jerevan Návštěvnost: 56 |  |

| Report                        |                               |          |                              |                                                                |
| Soheil Khalaj Alireza Mahdavi | Soheil Khalaj Alireza Mahdavi | Brankáři | Rustam Irgashev Aleksandr An | Rozhodčí: Yahya Al-Jneibi Čároví: Andianto Hie Vladislav Zotov |
| 8 min                         | 8 min                         | Tresty   | 0 min                        | Rozhodčí: Yahya Al-Jneibi Čároví: Andianto Hie Vladislav Zotov |
| 3                             | 3                             | Střely   | 87                           | Rozhodčí: Yahya Al-Jneibi Čároví: Andianto Hie Vladislav Zotov |

| 16. dubna 2025 17:00 | Indonésie | 7 : 4 (2:0, 2:3, 3:1) | Malajsie | Karen Demirchyan Complex, Jerevan Návštěvnost: 73 |  |

| Report     |            |          |                 |                                                        |
| Izzan Rais | Izzan Rais | Brankáři | Muhammad Haikal | Rozhodčí: Ramin Atighechi Čároví: Tom Giesen Edmond Ng |
| 41 min     | 41 min     | Tresty   | 12 min          | Rozhodčí: Ramin Atighechi Čároví: Tom Giesen Edmond Ng |
| 28         | 28         | Střely   | 44              | Rozhodčí: Ramin Atighechi Čároví: Tom Giesen Edmond Ng |

| 16. dubna 2025 20:00 | Kuvajt | 5 : 4 PP (2:0, 2:2, 0:2 – 1:0) | Arménie | Karen Demirchyan Complex, Jerevan Návštěvnost: 512 |  |

| Report      |             |          |                 |                                                                 |
| Adam Barvík | Adam Barvík | Brankáři | Artyom Putulyan | Rozhodčí: Vladimir Yefremov Čároví: Vít Lederer David Prokofyev |
| 10 min      | 10 min      | Tresty   | 24 min          | Rozhodčí: Vladimir Yefremov Čároví: Vít Lederer David Prokofyev |
| 22          | 22          | Střely   | 70              | Rozhodčí: Vladimir Yefremov Čároví: Vít Lederer David Prokofyev |

| 17. dubna 2025 14:00 | Uzbekistán | 26 : 1 (9:1, 10:0, 7:0) | Indonésie | Karen Demirchyan Complex, Jerevan Návštěvnost: 88 |  |

| Report                       |                              |          |                         |                                                                 |
| Rustam Irgashev Alexander An | Rustam Irgashev Alexander An | Brankáři | Izzan Rais Sangga Putra | Rozhodčí: Vladimir Yefremov Čároví: Andianto Hie Chun Hang Wong |
| 4 min                        | 4 min                        | Tresty   | 8 min                   | Rozhodčí: Vladimir Yefremov Čároví: Andianto Hie Chun Hang Wong |
| 80                           | 80                           | Střely   | 5                       | Rozhodčí: Vladimir Yefremov Čároví: Andianto Hie Chun Hang Wong |

| 17. dubna 2025 17:00 | Malajsie | 9 : 22 (2:5, 3:7, 4:10) | Kuvajt | Karen Demirchyan Complex, Jerevan Návštěvnost: 57 |  |

| Report            |                   |          |               |                                                              |
| Matheus Grason Yu | Matheus Grason Yu | Brankáři | Zaid Al Saeid | Rozhodčí: Yahya Al-Jneibi Čároví: Tom Giesen David Prokofyev |
| 4 min             | 4 min             | Tresty   | 18 min        | Rozhodčí: Yahya Al-Jneibi Čároví: Tom Giesen David Prokofyev |
| 37                | 37                | Střely   | 59            | Rozhodčí: Yahya Al-Jneibi Čároví: Tom Giesen David Prokofyev |

| 17. dubna 2025 20:00 | Arménie | 8 : 0 (3:0, 3:0, 2:0) | Írán | Karen Demirchyan Complex, Jerevan Návštěvnost: 456 |  |

| Report                         |                                |          |               |                                                    |
| Artyom Putulyan Dmitri Mazanko | Artyom Putulyan Dmitri Mazanko | Brankáři | Soheil Khalaj | Rozhodčí: Juraj Konč Čároví: Vít Lederer Edmond Ng |
| 27 min                         | 27 min                         | Tresty   | 2 min         | Rozhodčí: Juraj Konč Čároví: Vít Lederer Edmond Ng |
| 48                             | 48                             | Střely   | 21            | Rozhodčí: Juraj Konč Čároví: Vít Lederer Edmond Ng |

| 19. dubna 2025 14:00 | Malajsie | 3 : 18 (2:11, 1:2, 0:5) | Uzbekistán | Karen Demirchyan Complex, Jerevan Návštěvnost: 38 |  |

| Report                       |                              |          |                             |                                                                  |
| Tengku Azlly Muhammad Haikal | Tengku Azlly Muhammad Haikal | Brankáři | Alexander An Daniel Muratov | Rozhodčí: Yahya Al-Jneibi Čároví: Chun Hang Wong Vladislav Zotov |
| 4 min                        | 4 min                        | Tresty   | 4 min                       | Rozhodčí: Yahya Al-Jneibi Čároví: Chun Hang Wong Vladislav Zotov |
| 9                            | 9                            | Střely   | 75                          | Rozhodčí: Yahya Al-Jneibi Čároví: Chun Hang Wong Vladislav Zotov |

| 19. dubna 2025 17:00 | Indonésie | 1 : 14 (0:8, 0:2, 1:4) | Arménie | Karen Demirchyan Complex, Jerevan Návštěvnost: 476 |  |

| Report     |            |          |                                |                                                          |
| Izzan Rais | Izzan Rais | Brankáři | Artyom Putulyan Dmitri Mazanko | Rozhodčí: Kenji Kosaka Čároví: Edmond Ng David Prokofyev |
| 8 min      | 8 min      | Tresty   | 8 min                          | Rozhodčí: Kenji Kosaka Čároví: Edmond Ng David Prokofyev |
| 15         | 15         | Střely   | 56                             | Rozhodčí: Kenji Kosaka Čároví: Edmond Ng David Prokofyev |

| 19. dubna 2025 20:00 | Írán | 0 : 11 (0:2, 0:5, 0:4) | Kuvajt | Karen Demirchyan Complex, Jerevan Návštěvnost: 69 |  |

| Report        |               |          |             |                                                     |
| Soheil Khalaj | Soheil Khalaj | Brankáři | Adam Barvík | Rozhodčí: Juraj Konč Čároví: Tom Giesen Vít Lederer |
| 6 min         | 6 min         | Tresty   | 6 min       | Rozhodčí: Juraj Konč Čároví: Tom Giesen Vít Lederer |
| 37            | 37            | Střely   | 51          | Rozhodčí: Juraj Konč Čároví: Tom Giesen Vít Lederer |

## Hráčské statistiky

### Kanadské bodování
Toto je pořadí hráčů podle dosažených bodů. Za jeden vstřelený gól nebo přihrávku na gól hráč získal jeden bod. 
| Poř. | Hráč              | Tým        | Z | G  | A  | B  | TM | +/- |
| ---- | ----------------- | ---------- | - | -- | -- | -- | -- | --- |
| 1.   | Ilia Drozdetskikh | Kuvajt     | 5 | 13 | 23 | 36 | 8  | +29 |
| 2.   | Anton Tcibin      | Kuvajt     | 5 | 14 | 21 | 35 | 0  | +29 |
| 3.   | Vadim Kravchenko  | Uzbekistán | 5 | 13 | 12 | 25 | 0  | +25 |
| 4.   | Vasiliy Jilov     | Uzbekistán | 5 | 6  | 19 | 25 | 0  | +24 |
| 5.   | Valery Budzevich  | Kuvajt     | 5 | 10 | 13 | 23 | 6  | +24 |
| 5.   | Pavel Sinyavskiy  | Uzbekistán | 5 | 10 | 13 | 23 | 4  | +25 |
| 7.   | Maksim Kuznetsov  | Arménie    | 5 | 7  | 15 | 22 | 0  | +23 |
| 8.   | Egor Dorofeef     | Uzbekistán | 5 | 6  | 13 | 19 | 0  | +15 |
| 9.   | Artem Kuznetsov   | Arménie    | 5 | 11 | 7  | 18 | 0  | +22 |
| 10.  | Tigran Manukian   | Arménie    | 5 | 8  | 7  | 15 | 0  | +13 |

### Hodnocení brankářů
Toto je pořadí brankářů. 
| Poř. | Hráč            | Tým        | Z | MIN | OG | PZ  | PS  | POG  | Úsp%  |
| ---- | --------------- | ---------- | - | --- | -- | --- | --- | ---- | ----- |
| 1.   | Artem Putulian  | Arménie    | 5 | 229 | 9  | 97  | 106 | 2.36 | 91.51 |
| 2.   | Adam Barvík     | Kuvajt     | 4 | 214 | 19 | 184 | 203 | 5.32 | 90.64 |
| 3.   | Rustam Irgashev | Uzbekistán | 4 | 172 | 6  | 54  | 60  | 2.09 | 90    |
| 4.   | Izzan Rais      | Indonésie  | 5 | 253 | 41 | 207 | 248 | 9.74 | 83.47 |
| 5.   | Soheil Khalaj   | Írán       | 5 | 292 | 40 | 179 | 219 | 8.22 | 81.74 |
| 6.   | Muhammad Haikal | Malajsie   | 4 | 161 | 26 | 112 | 138 | 9.66 | 81.16 |